# Хосе де Рібера
Хосе де Рібера, або Хусепе Рібера (ісп. Jose de Ribera, 12 січня 1591 — 2 вересня 1652) — видатний іспанський художник XVII століття, жив і працював у місті Неаполь, Італія. Мав прізвисько Spagnoletto («маленький іспанець», за маленький зріст). Малював релігійні і міфологічні картини, портрети, декоративні твори. Займався гравюрами у техніці офорту. Працював у добу бароко, мав значний вплив Караваджо.

## Біографія

### Ранні роки
Вважають, що він народився в містечку Хатіва поблизу Валенсії. Походив з родини швеця. Мав двох братів. Точних відомостей про першого вчителя нема. Можливо, ним був Франсіско Рібальта в Валенсії. У 1611 році виїхав до Італії разом з братом Хуаном та затримався у Римі. Зафіксоване їх проживання на «Вулиці художників» (Віа Марута) в Римі у 1613—1616 рр. Тут він вивчав класичні розписи братів Карраччі та тенебризм караваджистів. 

### Неаполь
З 1616 р. він перебував в Неаполі. На той час це була територія Іспанії на італійських землях. У Неаполі при владі були іспанські віце-королі і скрізь було чути іспанську мову. Рібера мав багато замовлень від вельмож та католицької церкви. Він оселився у Джованні Бернандіно Аццоліно, старого і не відомого художника. Вже восени 1616 р. Хосе де Рібера узяв шлюб з 16-річною Катериною Аццоліно.Через кілька років після переїзду він здобув європейську популярність.  Безліч його робіт надходили до Мадриду. 

### Смерть
Останні роки пройшли в зубожінні. Його слава померла раніше за нього, хоча він працював, незважаючи на хвороби і старість. Останнім шедевром майстра стала картина «Христос причащає апостолів» для монастиря Сан Мартіно в Неаполі. Рібера тоді мусив змагався з велетнем італійського живопису Веронезе, бо його твір планували розмістити поряд з «Таємною вечерею» венеційця, який був відомий великими розмірами полотен, декоративністю манери і видатними колористичними здібностями.
Рібера помер в передмісті Неаполя Позіліппо. В поховальній книзі церкви Санта Марія делла Неве знайшли запис: «2 вересня помер сеньйор Джузеппе Рібера і був похований на Марголіно». Могила Рібери давно загублена.

## Творчість

### Перші твори

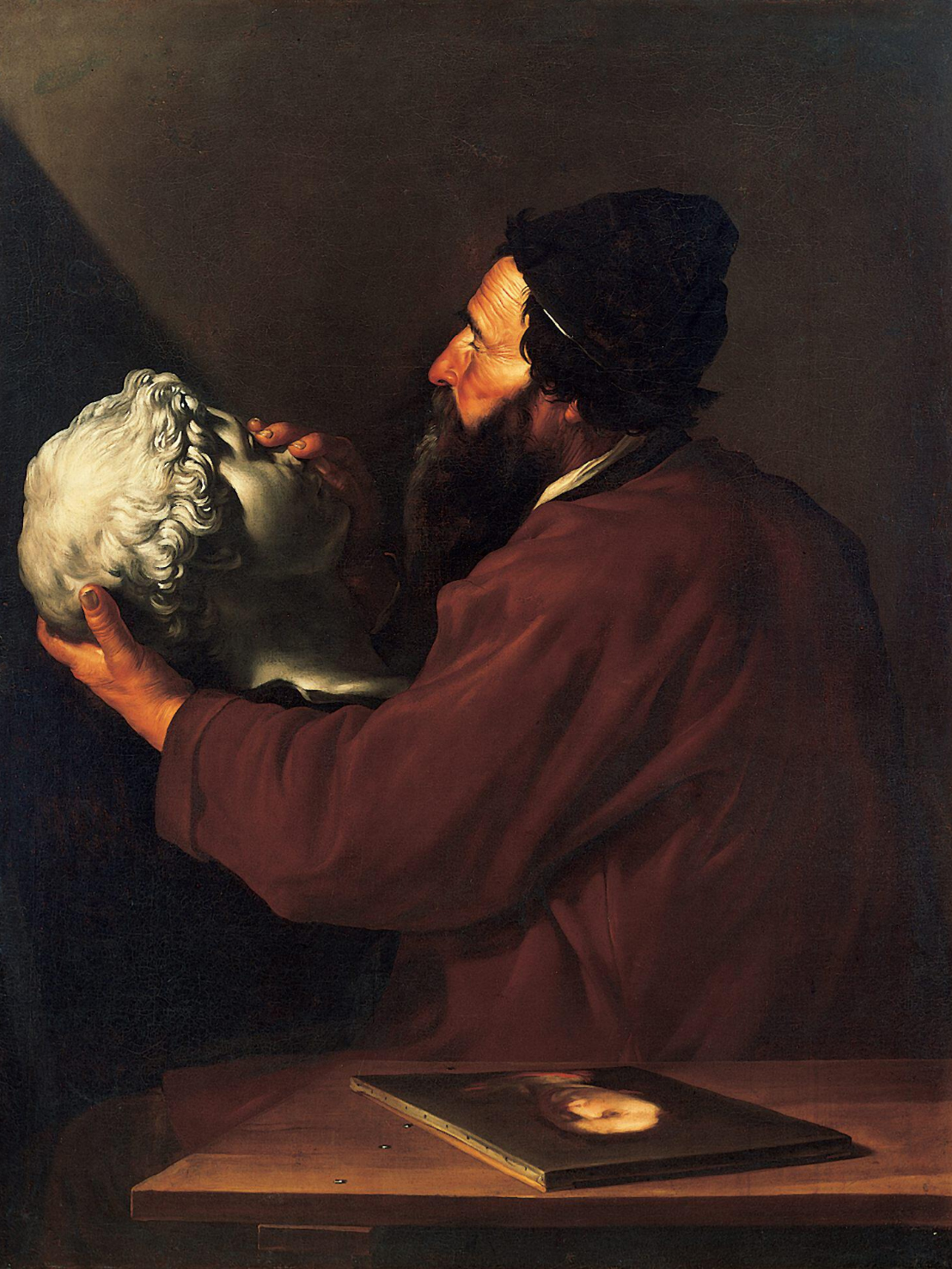
Дотик, серія «П'ять чуттів», музей Нортон Саймон, Пассадена, США

Серед перших творів — серія картин «П'ять чуттів». Схема проста: поколінна чоловіча постать демонструє якесь чуття — дотик, нюх, смак, слух, зір. Темне тло не відволікає від постаті. Чоловіки узяті з реального життя, таких можна побачити на ринках і вулицях Іспанії чи Італії. Плебейське походження художника відбилося на виборі моделей. Дивує, що моделі і твори мали популярність, а згодом ще й прикрасили палацові стіни, де поряд хизувались сеньйори і сеньйорити в розкішних шатах з перлами, мереживом і страусовими перами.
Модель для картини «Дотик» ще цілком пристойна: чоловік досліджує рельєф на обличчі античної статуї. Подібна картина достойно прикрасила б кабінет заможного прихильника мистецтв.
Модель (підстаркуватий селянин-бородань) для картини «Нюх» і досі вражає подертим одягом і капелюхом, а від картини наче тхне часником. Ще більше вражає простий натюрморт першого плану, де в рядок покладені цибулина, часник і гілочка з цвітом. Так натюрморти писали тільки майстерні іспанські майстри.
Ще одну інтерпретацію чуття дотику Хосе де Рібера створив у 1632 році, в портреті сліпого скульптора Гамбассі (Прадо, Мадрид). Все наче так, як і на картині 1616 року. І не так. Колись молодий скульптор працював завзято й натхненно, тепер — старість і неміч. Трагедія втраченого зору постає у всій своїй глибині й незворотності. Це вже не гра ерудиції, як на давніших картинах. Це сумна розповідь про трагічну долю митця, ще однієї людини, повноцінне життя якої зламала хвороба.

### Філософи Хосе де Рібери
Філософів Рібера малював двічі. Герцог Алкала замовив йому серію у 1630 році. Вдруге він зробив серію у 1635 році. Допитливі дослідники дізнались, що Рібера читав історика Діогена Лаертського (початок 3 ст. нашої ери) «Про життя, вчення та висловлювання славетних філософів», а ще більше Лукіана з Самосати (2 ст. нашої ери) «Ярмарок життів». Лукіан з Самосати був за переконаннями найближчий до світогляду самого Рібери, бо представив славетних філософів, цих велетнів духу, як жебраків і рабів, мало потрібних суворій реальності.
Авторитет античного письменника захистив від докорів сувору правду образів і самого Хосе де Рібери. Він формально ніби йде за письменником, малюючи бородаті обличчя, брудний, подертий одяг, босі ноги в пилюці. Якби не могутній розум в очах і самоповага цих жебраків, їх, при їхньому лахмітті й вигляді, взяли б за божевільних. Несправедливість ставлення до зображених ним людей переливалась через край полотен Рібери, і глядачі застигали приголомшено. Так разюче реально не малював філософів навіть Веласкес.
До філософів Рібери близькі (композиційно і за колоритом) «Апостоли», ще одна серія полотен майстра. Це теж поясні фігури, грубуваті обличчя в зморшках, бідний одяг. Рібера наче навертає глядача до років первісного християнства, коли «Адам орав, а Єва пряла», коли перші учні Христа були убогі, як жебраки Неаполя 17 століття. З філософами Рібери вони схожі і високим почуттям гідності.
Але завдання серії «Апостоли» інше, ніж здобута мудрість давньогрецьких філософів, бо, за переконанням Рібери, саме християнські апостоли, а не грецькі філософи несуть світло святого вчення. Палкий католик Рібера був на боці апостолів, але малював їх як найкращих серед людей, найкращих серед філософів.

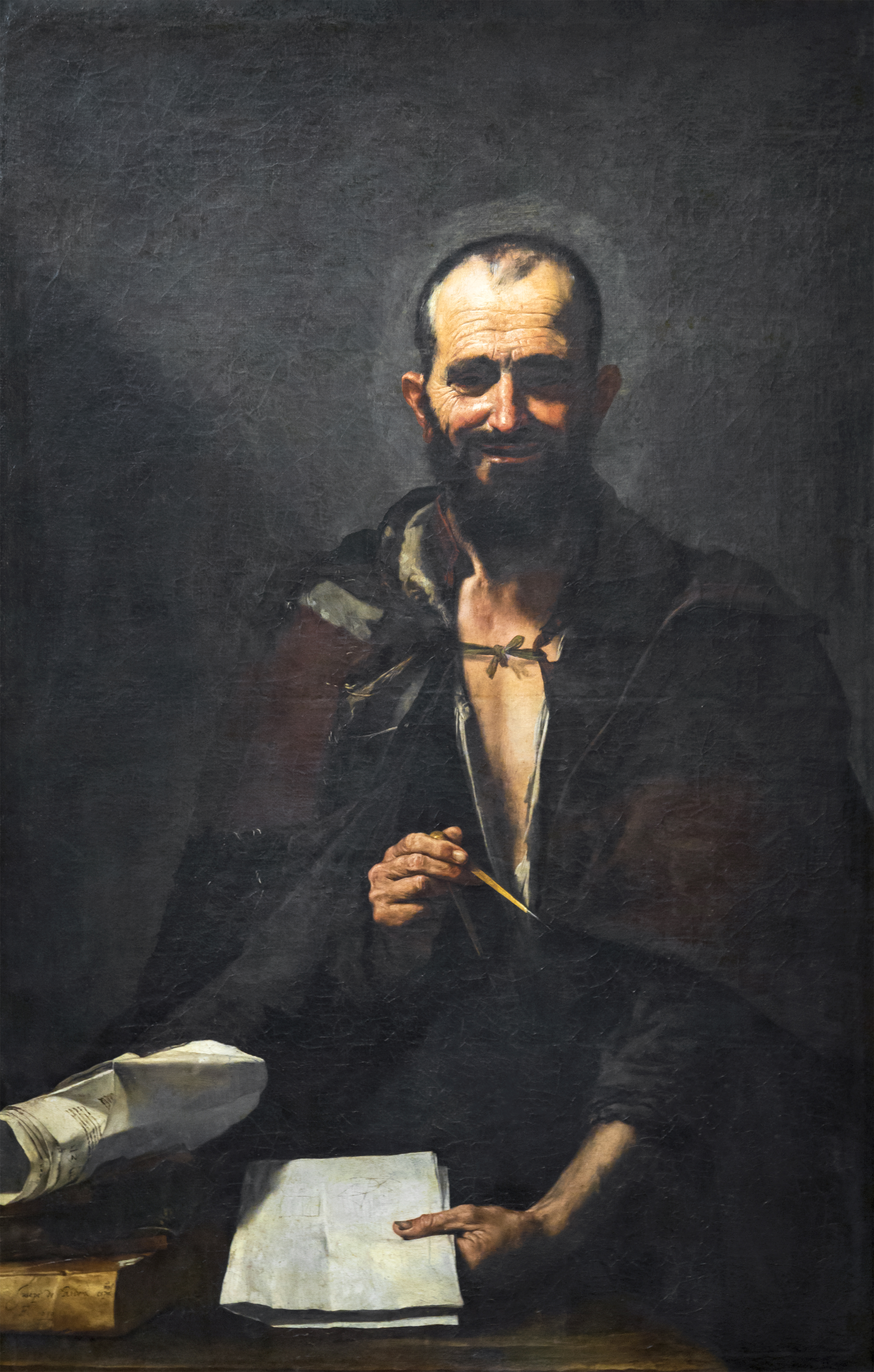
Архімед, 1630 р., Прадо, Мадрид.
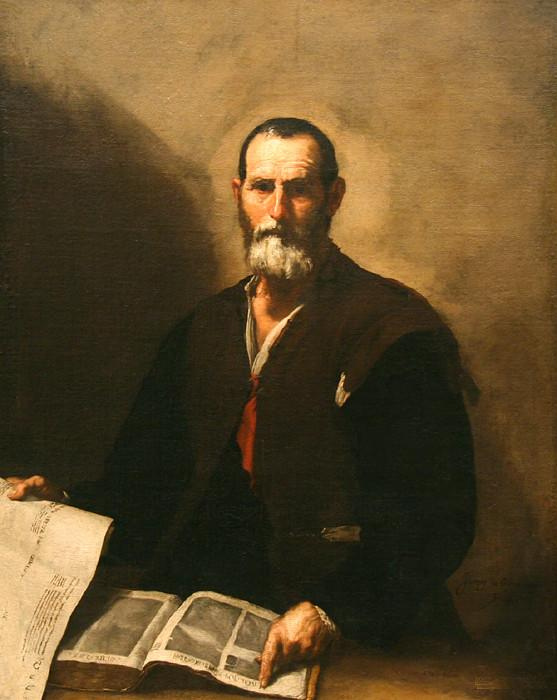
Філософ Кратес, Токіо, Нац. музей західноєвропейського мистецтва
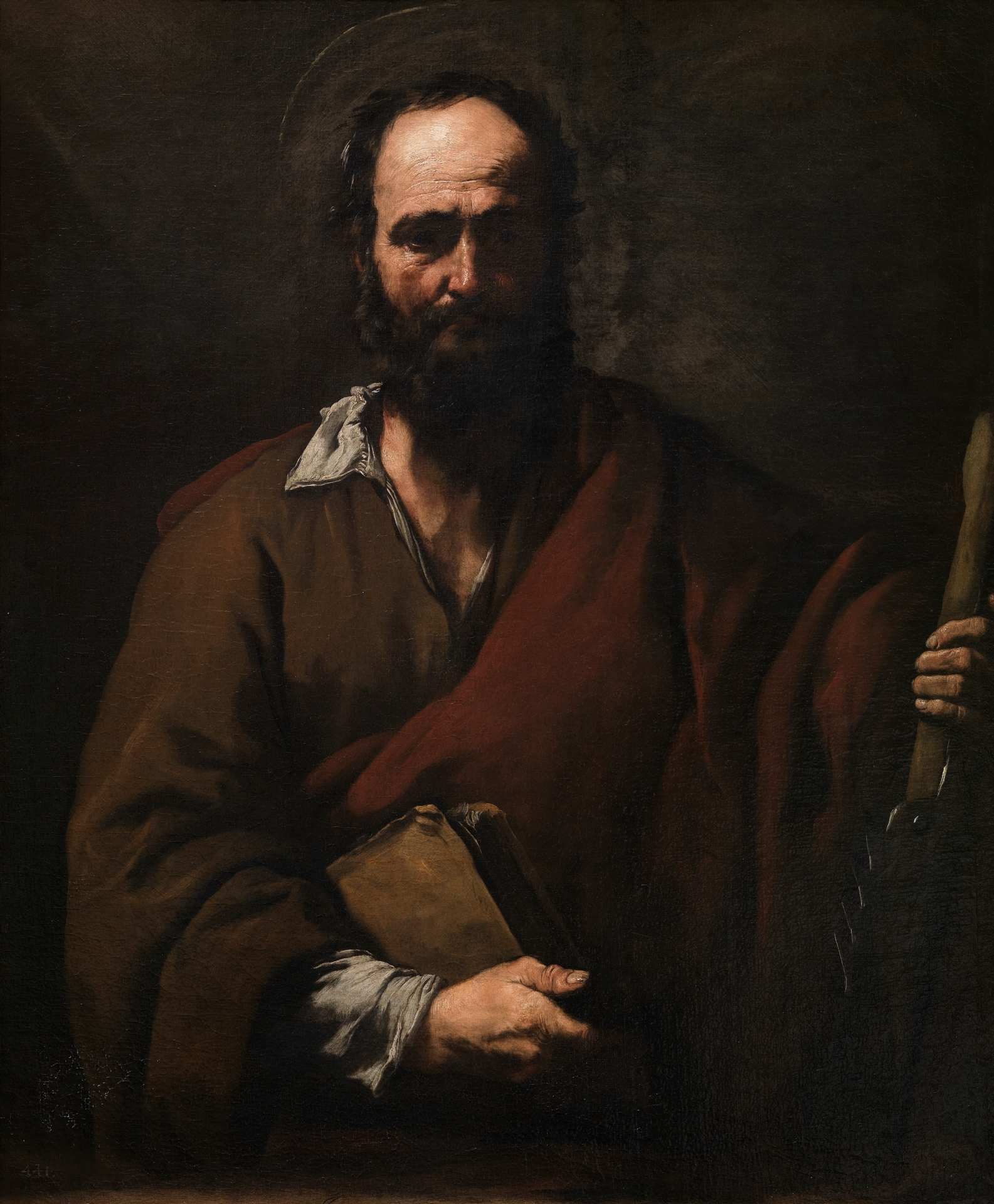
Апостол Симон, Прадо
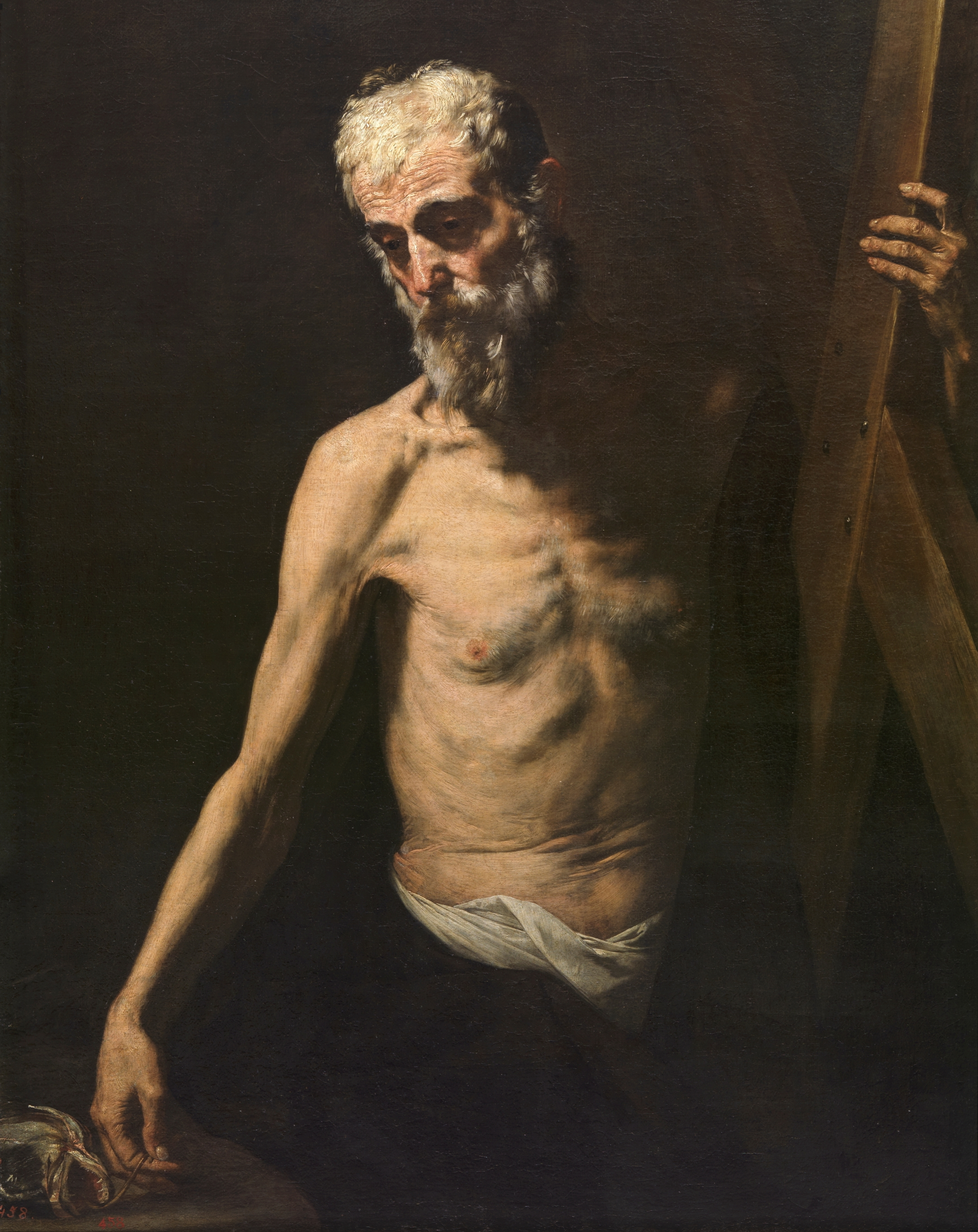
Апостол Андрій Первозванний

### Славна П'єта
ї замовили ченці картезіанського монастиря Сан Мартіно в Неаполі. На білому покривалі лежить мертве тіло Христа. Емоційна Марія Магдалина впала і пристрасно цілує ноги мертвого Бога. В центрі полотна Богородиця, горе якої не менше, ніж в Магдалини, але вона готова винести і нове горе без руйнівного відчаю.

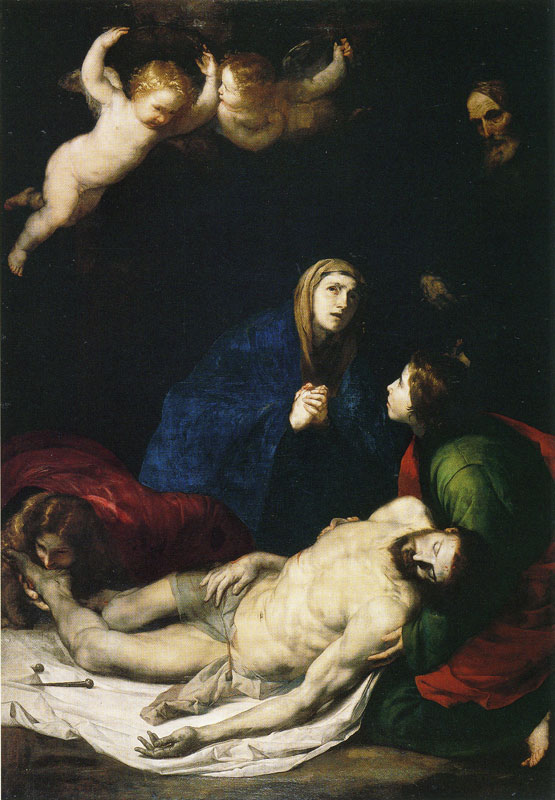
Хосе де Рібера. «П'єта»

Думки розділилися відразу: одні засудили образ за надмірний реалізм, інші вважали картину новим досягненням Рібери. Підсумок підвів італійський художник Лука Джордано, який зауважив, що одне тільки вивчення цієї картини може зробити талановитого учня великим майстром.

### Гравер Рібера та його автопортрет
Не збереглося автопортретів Хосе де Рібери. Ті портрети-гравюри, що ми маємо зараз, походять з XVIII століття. Художник на них — причепурений, елегантний кавалер з модною зачіскою, парадно одягнений — і недостовірний. Це оболонка, а не суть особи. Таким він був лише в короткі часи відвідин віце-королів, а це не головна частина його життя. Серед знайомих Рібери — уславлений Веласкес, який двічі відвідав Італію й зустрічався з Ріберою. Спогади про зустріч з талановитим іспанцем в Неаполі залишив і Юхим фон Зандрарт, що навідався в місто у 1634. За видатну майстерність Хосе де Ріберу обрали членом Римської академії Св. Луки, він був кавалером ордену «Шати Христові».
Він мало займався гравюрою, котра не мала поширення у недемократичній Іспанії. Це був офорт, добре відомий у Італії. Особливість таланту в тому, що талановитим стає все, до чого майстер приклав руку. Так і з офортами Рібери. Дуже швидко він перейшов від учнівських замальовок до повноцінних гравюр. Це був етап роботи над живописною композицією «П'яний Вакх». Було дві іпостасі Вакха — молодий, гармонійний бог веселощів і вина, та п'яничка, який втрачає людську подобу через надмірне пияцтво. Саме другу іпостась і обрав Хосе де Рібера для свого офорту, бо засуджував пияцтво і ніколи не забував про повчальний характер свого живопису.

В офорті він дотримувався малюнку тонкою лінією. Лише згодом виразну лінію доповнював штрихуванням і прозорими тінями

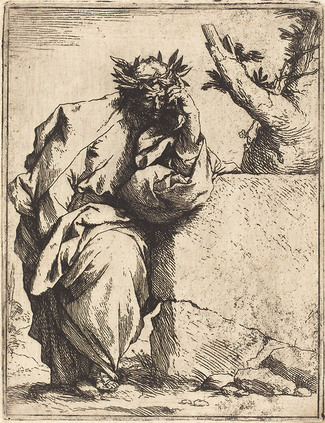
«Поет», 1621
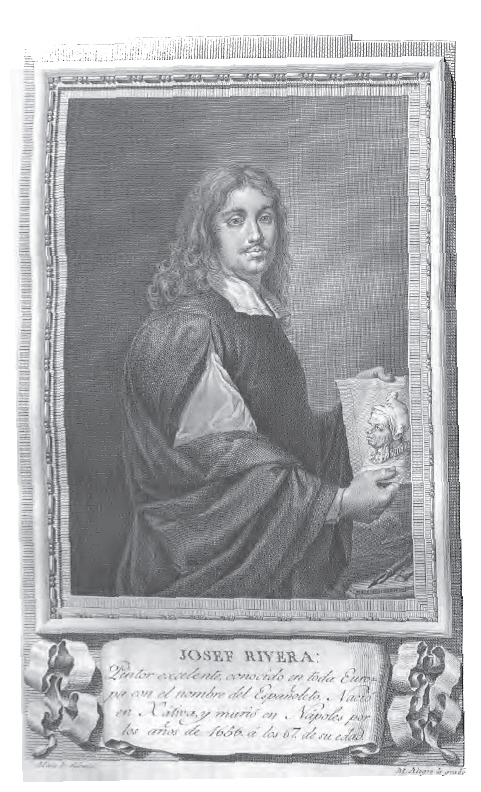
Портрет Рібери з його малюнком в руках
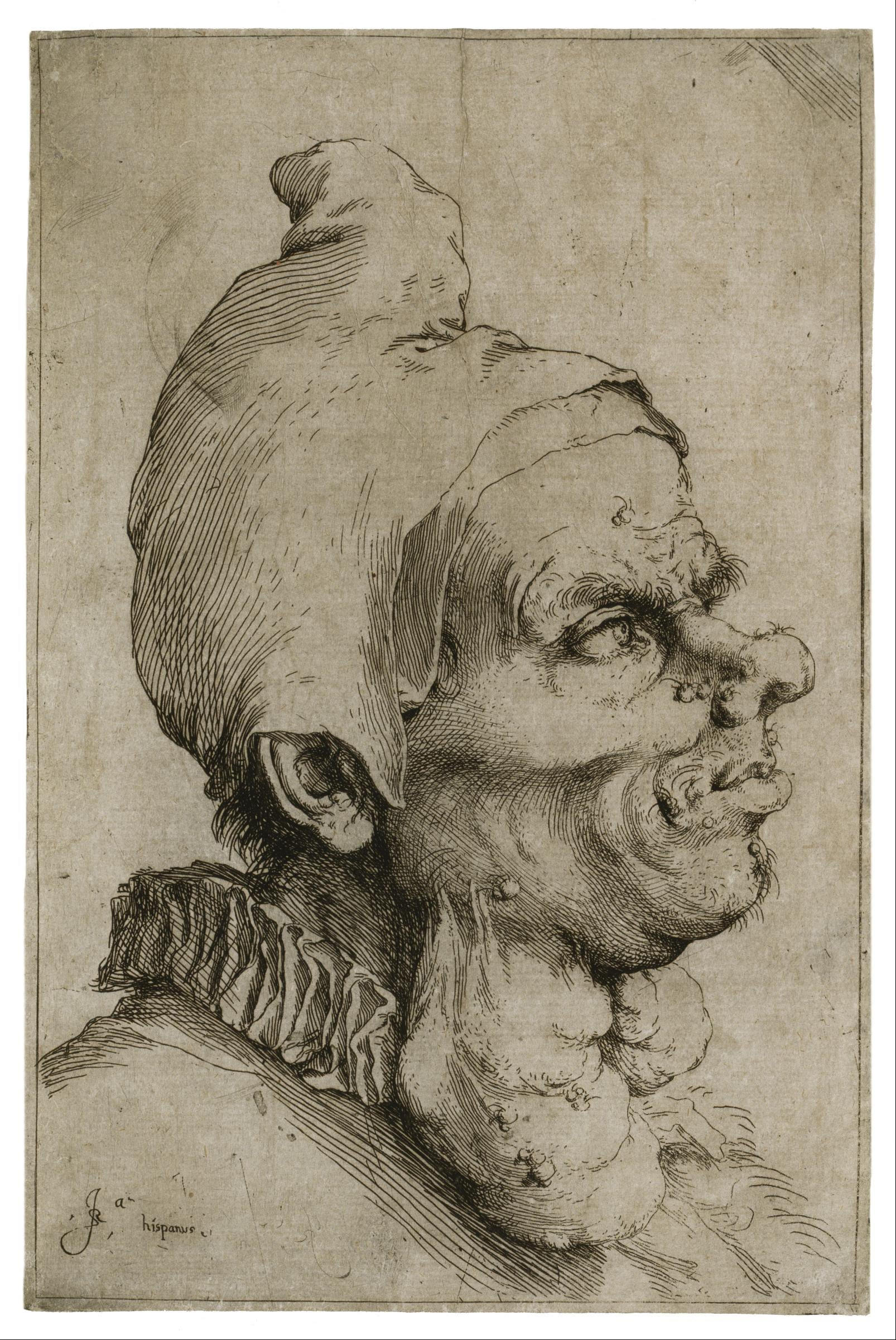
«Гротескна голова»
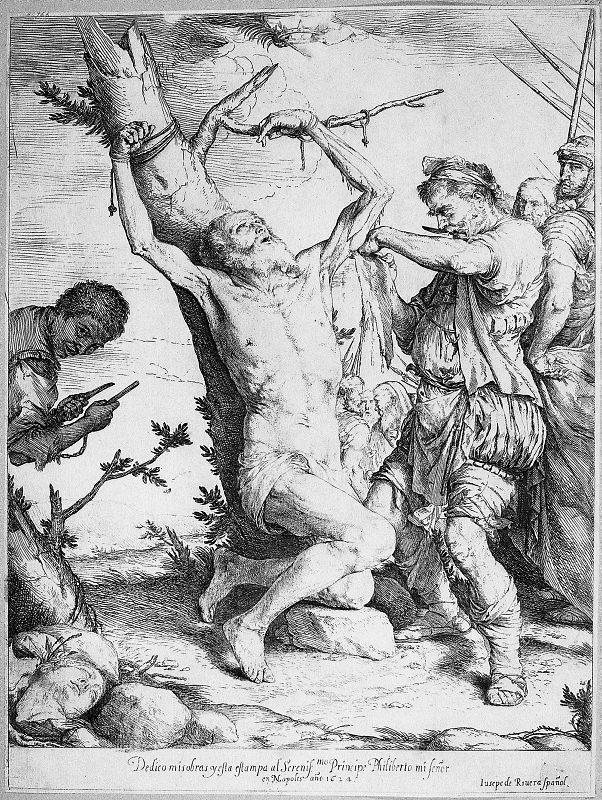
«Мучеництво Св. Вартоломея»

### Дівча з тамбурином

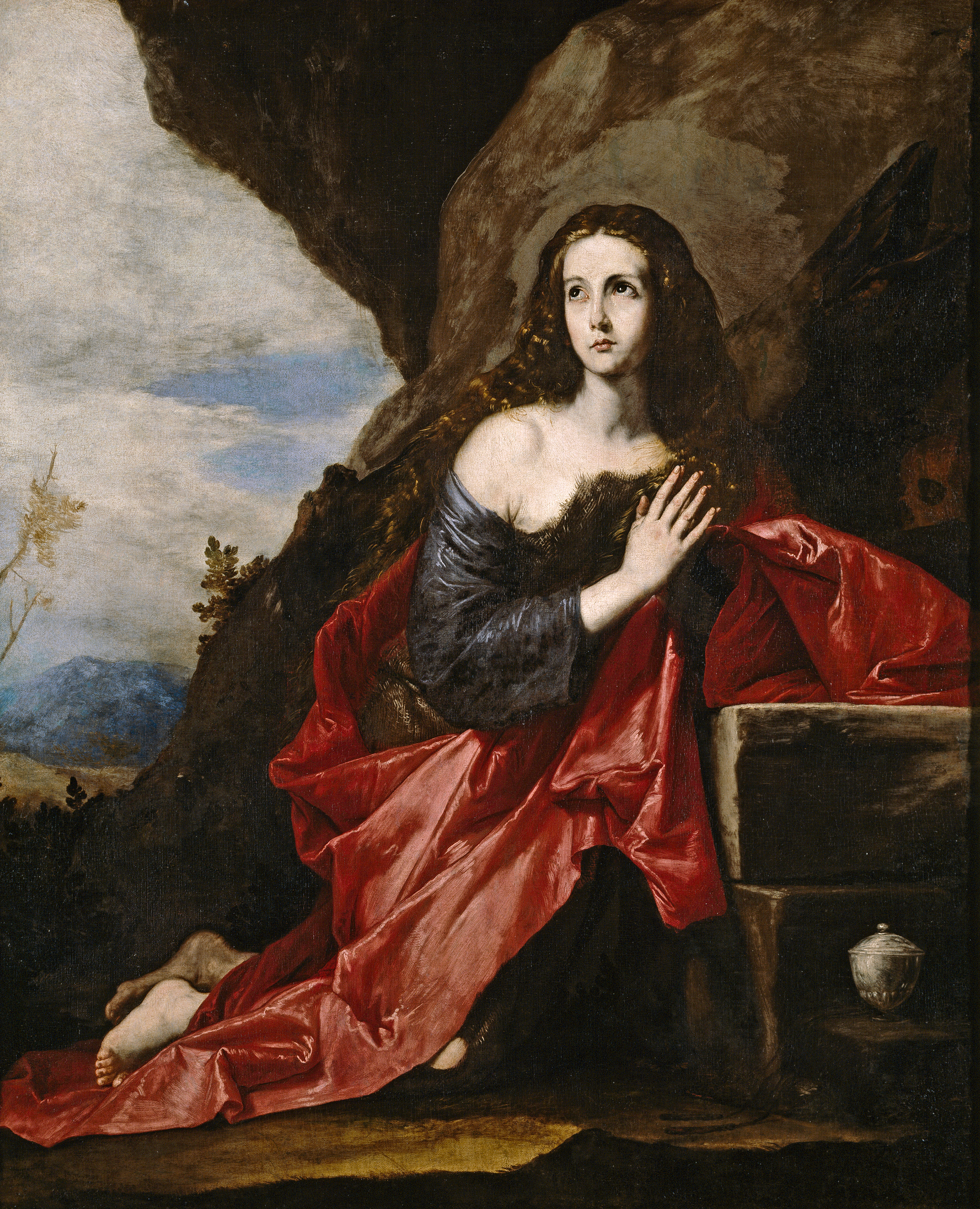
Каяття Марії Магдалини

Ще менше відомо про «Дівча з тамбурином». Загадковий твір, де більше питань, ніж відповідей. Робота портретна, але дослідники наполягають, що це алегорія — ймовірно, алегорія слуху, а художник лише використав привітну модель для створення алегорії.
Ще одна загадка — «Муза історії Кліо». Доросла жінка з вродливим обличчям тримає в руках книгу і трубу, щоби сповістити кому славу, а кому ганьбу. Невідомо, чи це полотно з серії, чи поодиноке замовлення для кабінету вельможі. Здається, всі скарби своєї палітри зібрав на цьому полотні Рібера: такого синього, червоного, білого мало де побачиш навіть у Рібери. Напис на книзі — «Фукідід» — мало що пояснює, як невідомо й те, де перебувала картина до 1920, коли її передали в Ермітаж.

### Улюблениця дочка
Серед жіночих образів Рібери є на диво приємні. Дослідники досі сперечаються, хто був моделлю для багатьох полотен майстра. Її вродливе обличчя бачать у низці полотен Рібери («Св. Інесса», «Успіння Марії Магдалини», «Каяття Марії Магдалини» тощо). Як модель, дружина художника не дуже підходить за віком. Залишається дочка, Марі-Роза.

### Перелік офортів Рібери
- Св. Себастьян біля стовпа
- Св. Єронім в пустелі
- Св. Єронім чує небесну трубу, що сповіщає смерть
- замальовки очей людини
- замальовки людських ротів і носів
- людські вуха
- чоловіча голова з пов'язкою
- Каяття Апостола Петра
- Мучеництво апостола Варфоломея
- Давньогрецький поет
- П'яний Вакх (п'яний Сіленус)
- Картуш з гербом вельможі

### «Христос відроджує померлого Лазаря»

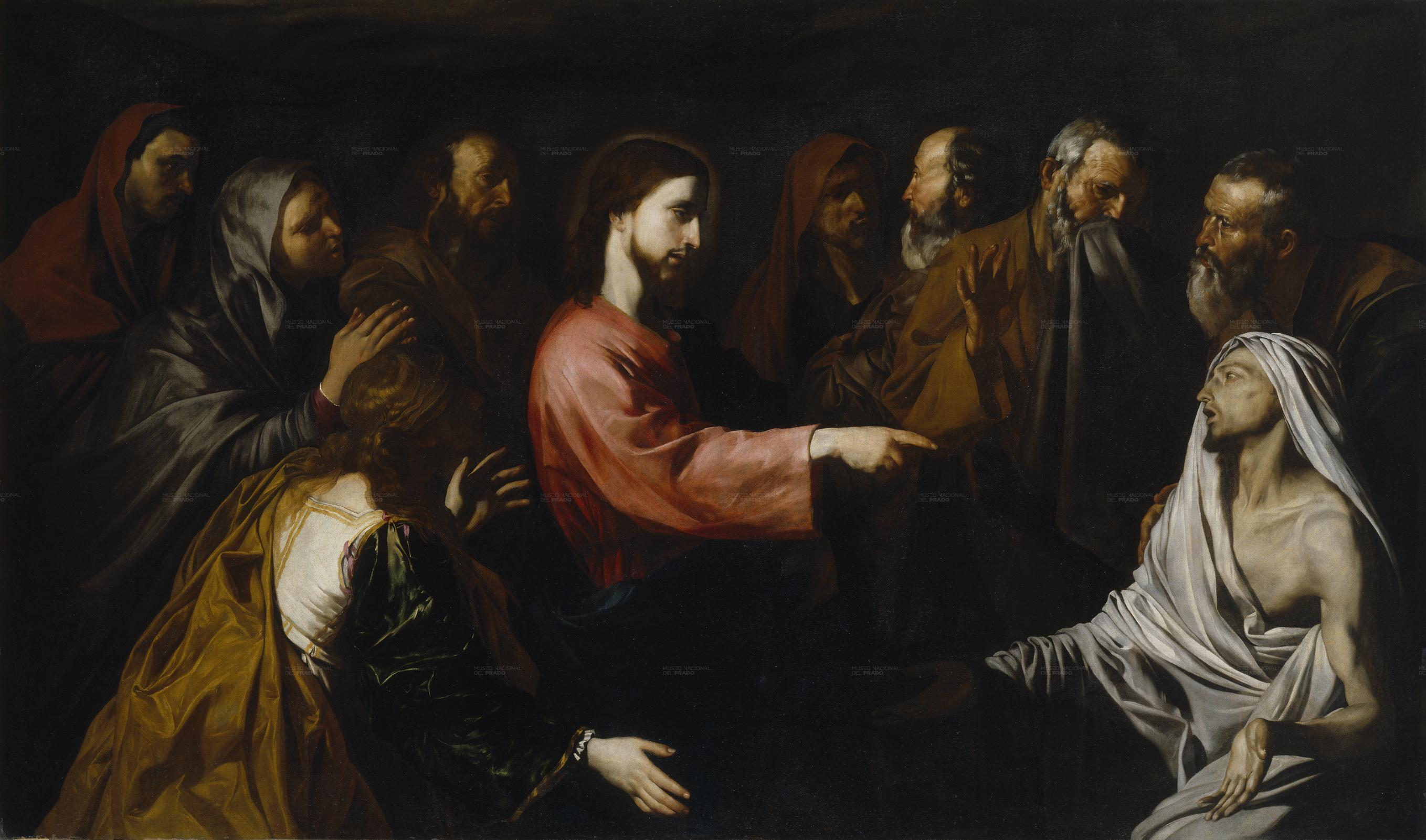
«Христос відроджує померлого Лазаря», Прадо, Мадрид

Картину «Христос відроджує померлого Лазаря» продавали на аукціоні Сотбі. Саму картину знали і до аукціону, статтю про неї створив ще Роберто Лонгі. У 2001 році за 2.500.000 євро полотно придбав музей Прадо, атрибуційні дослідження довели, що це ранній твір Рібери. Композиція нагадує давньоримський рельєф, де голови персонажів розташовані практично на одній висоті у два ряди. Картина вражає гладко покладеними фарбами та академічними складками савана Лазаря. Христос (як безперечно позитивний і головний персонаж) поданий художником в центрі і в червоних шатах. Незважаючи на створене чудо, настрій картини академічно стриманий, це черговий твір на біблійну тему.

### «Суд царя Соломона». ВпливКараваджо.

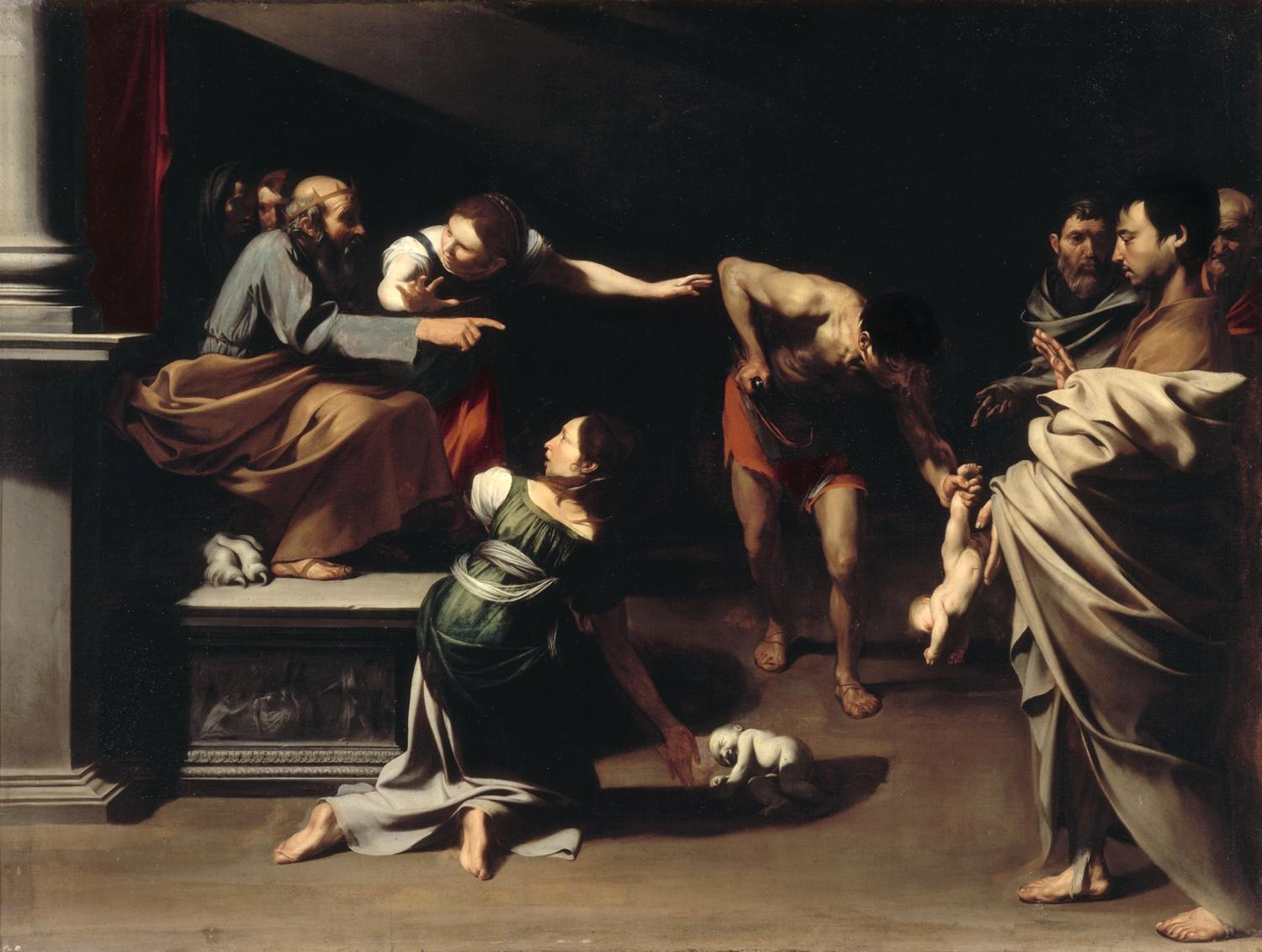
«Суд царя Соломона», Національна галерея старовинного мистецтва (Рим)

Свідченням того, наскільки уважно поставився художник до знахідок Караваджо, стало полотно «Суд царя Соломона». Відразу впізнаються «розірвана» композиція Караваджо, різке світло збоку ліворуч, деяка незаповненість полотна і навіть улюблена колористика Караваджо з домінуванням чорного та темно-червоного. Як і більшість пізніх творів Караваджо, «Суд царя Соломона» Рібери теж насичений драматичними подіями, емоційним напруженням. Адже цар Соломон наказав розрубати живу дитину, на яку претендували справжня і фальшива матері. Справжня мати кинулася до Соломона з благанням не рубати дитину, аби врятувати їй життя. Заради порятунку власної дитини вона була згодна навіть зректися материнства. Так мудрий Соломон розпізнав справжню матір дитини і таки наказав саме їй віддати маля.

### Техніка та стиль[7][8][9]
Власний стиль художника походить від течії тенебризму  (драматичне використання світла і тіні) Караваджо, який пізніше буде розвиватись в більш еклектичний.
Художник уточнює свою палітру під впливом Ван Дейка та венеційського живопису минулого століття, не нехтуючи при цьому якістю рисунку та натуралістичною достовірністю. Характерними рисами, з технічної сторони його робіт, є використання товстого шару фарби завдяки якому, ефективно передаються різноманітні фактури і відчуття тривимірної монументальності, чуттєвістю контуру і впевнений перехід від яскравого світла до найтемнішої тіні. Реалістичні деталі (зморшки, бороди, тілесні рани і т.д.) підкреслюються грубими слідами пензля на товстому пігменті.
Його роботи характеризуються дивовижною силою і правдивістю, яка не пропускає жодного аспекту реальності, незалежно від того, наскільки жорстокою чи неприємною вона може бути.

### Обрані твори (неповний перелік)
- «Христос відроджує померлого Лазаря», Національний музей Прадо, Мадрид
- «Суд царя Соломона»
- «Хрещення в Йордані»
- «Хритос перед натовпом»
- Кліо (Рібера), Ермітаж, Петербург
- Аристотель (Рібера), 1637 р., музей мистецтв Індіанаполіса
- Дуель двох неаполітанок, Національний музей Прадо, Мадрид
- «Свята Інесса», Дрезденська картинна галерея
- Свята Ірина рятує Святого Себастьяна, Ермітаж, Петербург
- «Каяття Марії Магдалини»
- «Успіння Марії Магдалини»
- «Оплакування Христа»
- «Дівча з тамбурином» (можливо «Слух», серія «П'ять почуттів»)
- Кульгавчик, Лувр, Париж
- «Св. Вартоломій»
- «Св. Єронім»
- «Мойсей з скрижалями Бога»
- «Янгол виводить апостола Петра з в'язниці»
- «Св. Марія Єгипетська»

### Країни, де зберігають твори Рібери
- Велика Британія
- Німеччина
- Іспанія
- Італія
- Росія
- США
- Фінляндія
- Франція
- Україна
- Угорщина
- Японія

## Галерея

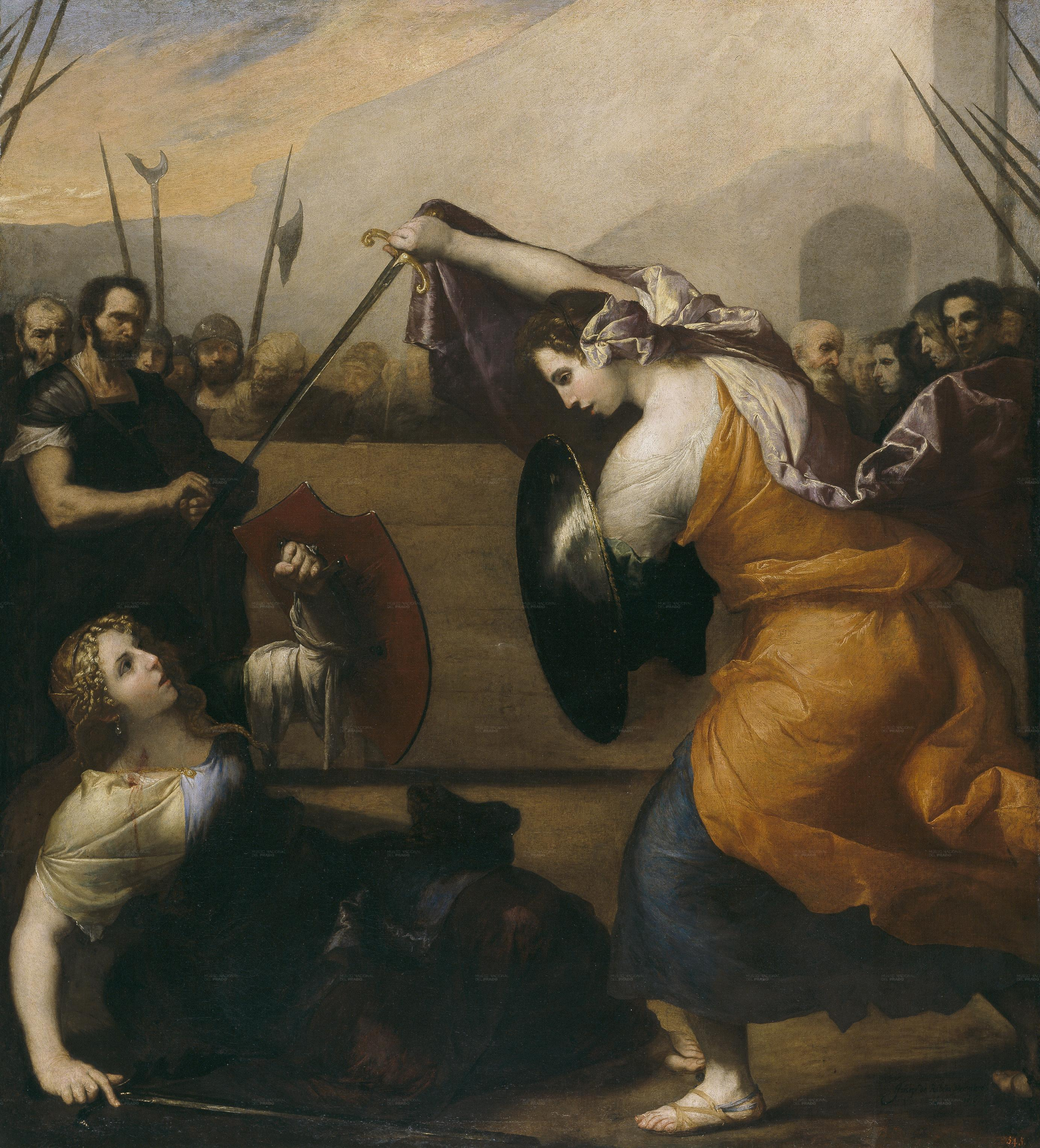
«Дуель двох неаполітанок». Національний музей Прадо, Мадрид
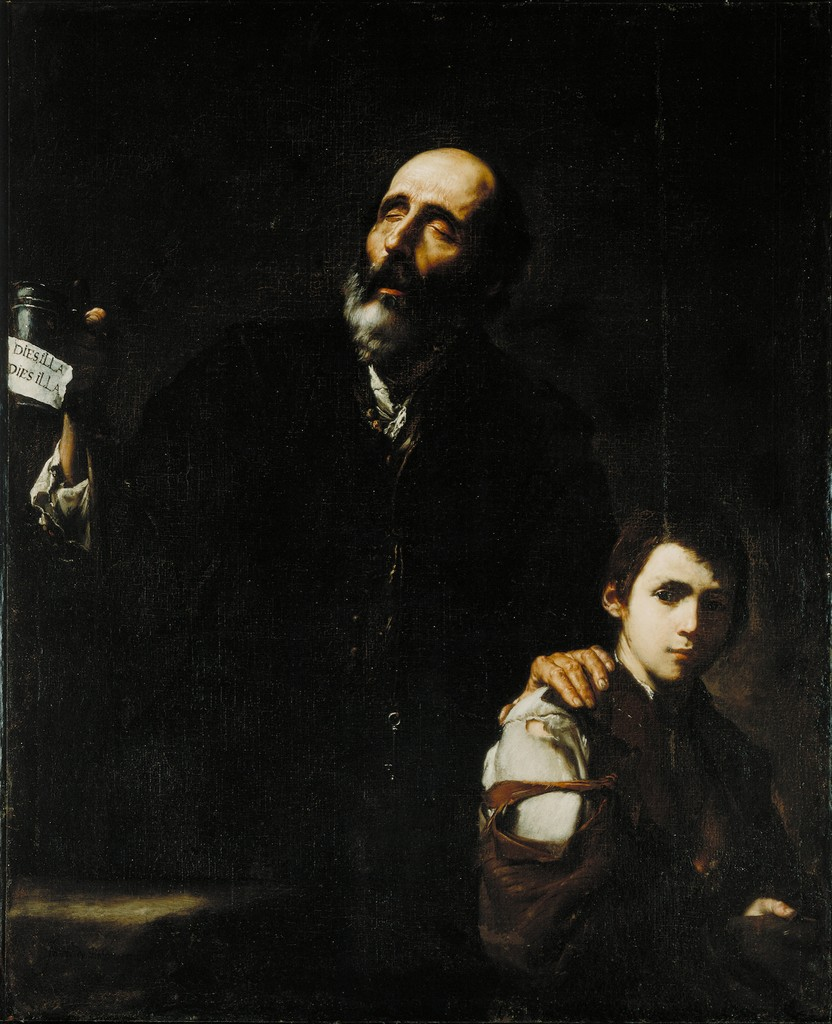
Сліпий жебрак з хлопчиком поводирем, бл. 1632
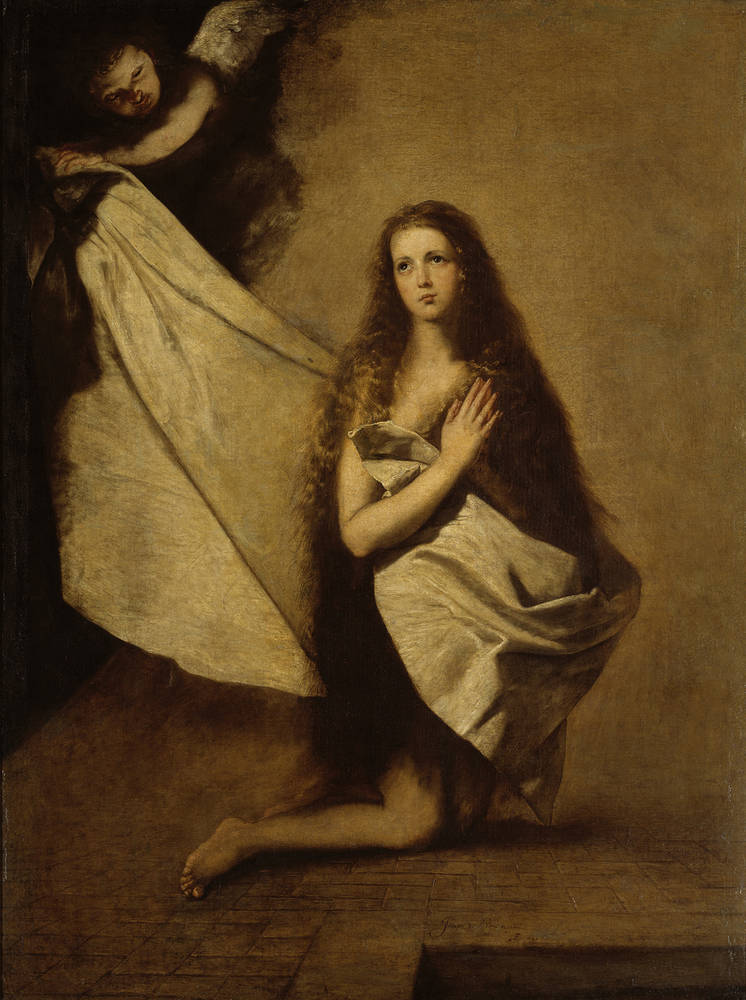
«Св. Інесса у в'язниці». Дрезденська картинна галерея
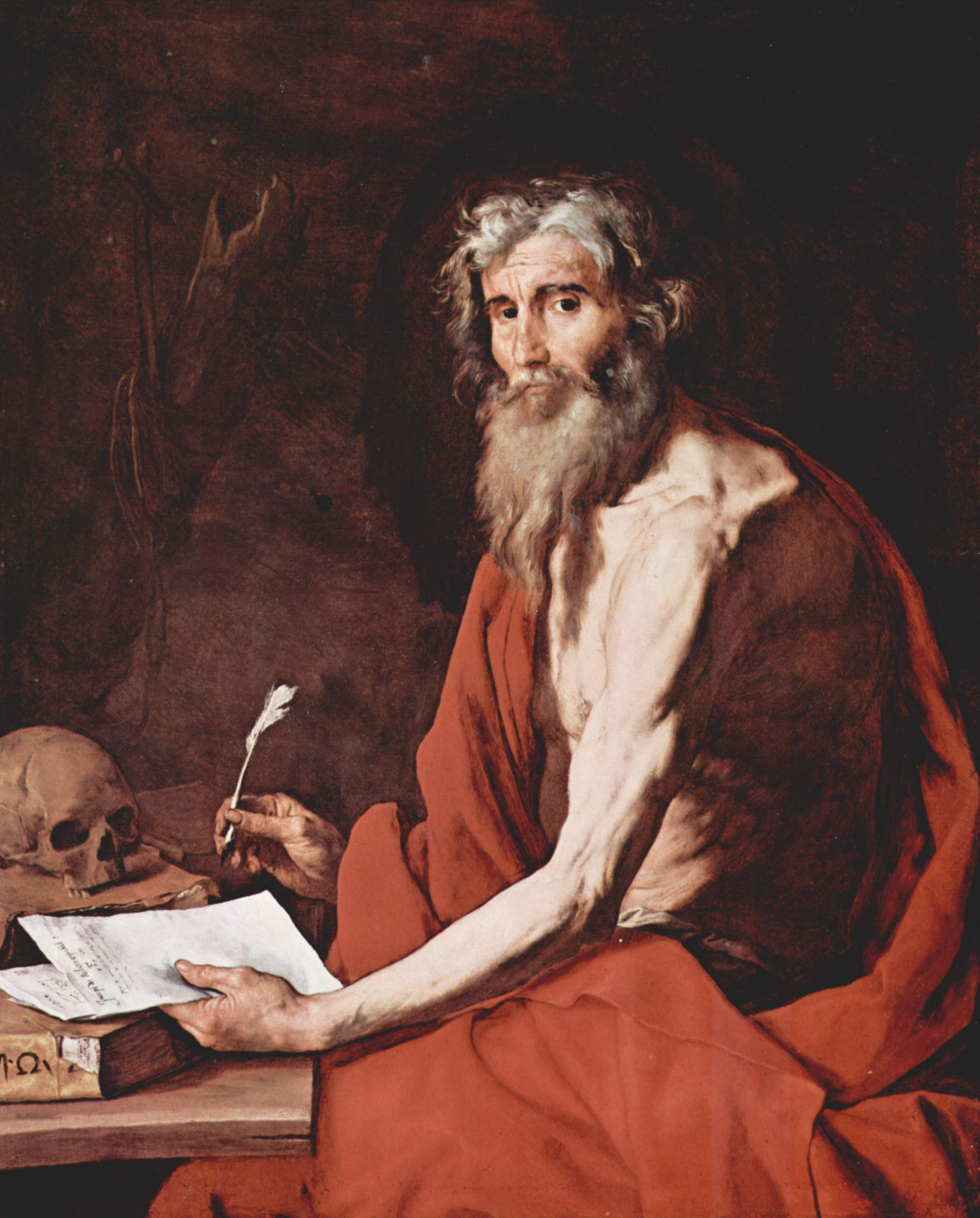
«Св. Єронім»
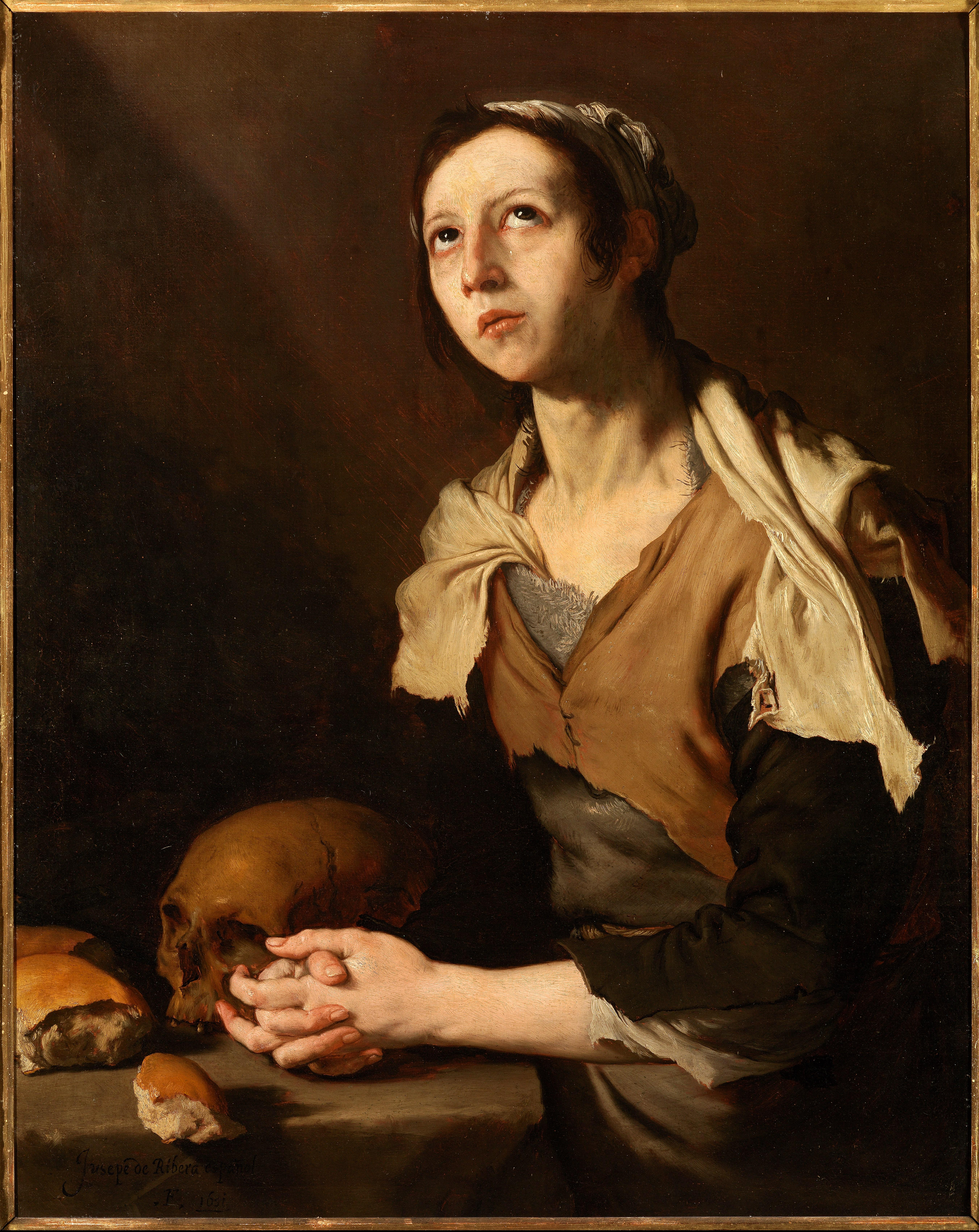
«Св. Марія Єгипетська»
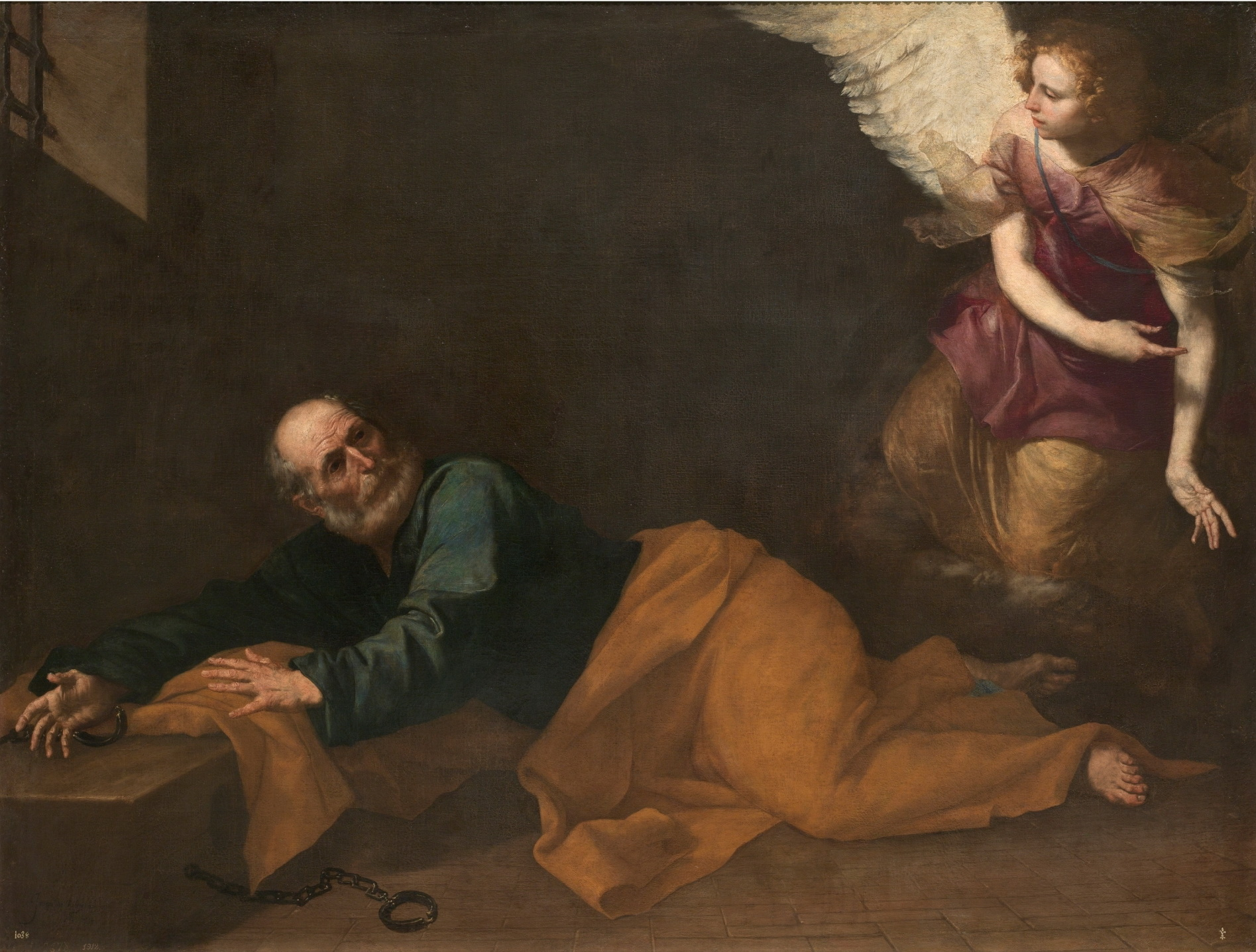
«Янгол виводить апостола Петра з в'язниці»
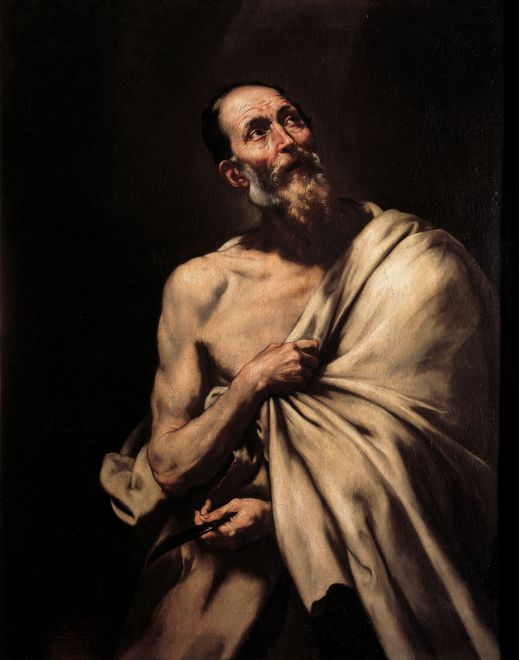
«Св. Вартоломій»
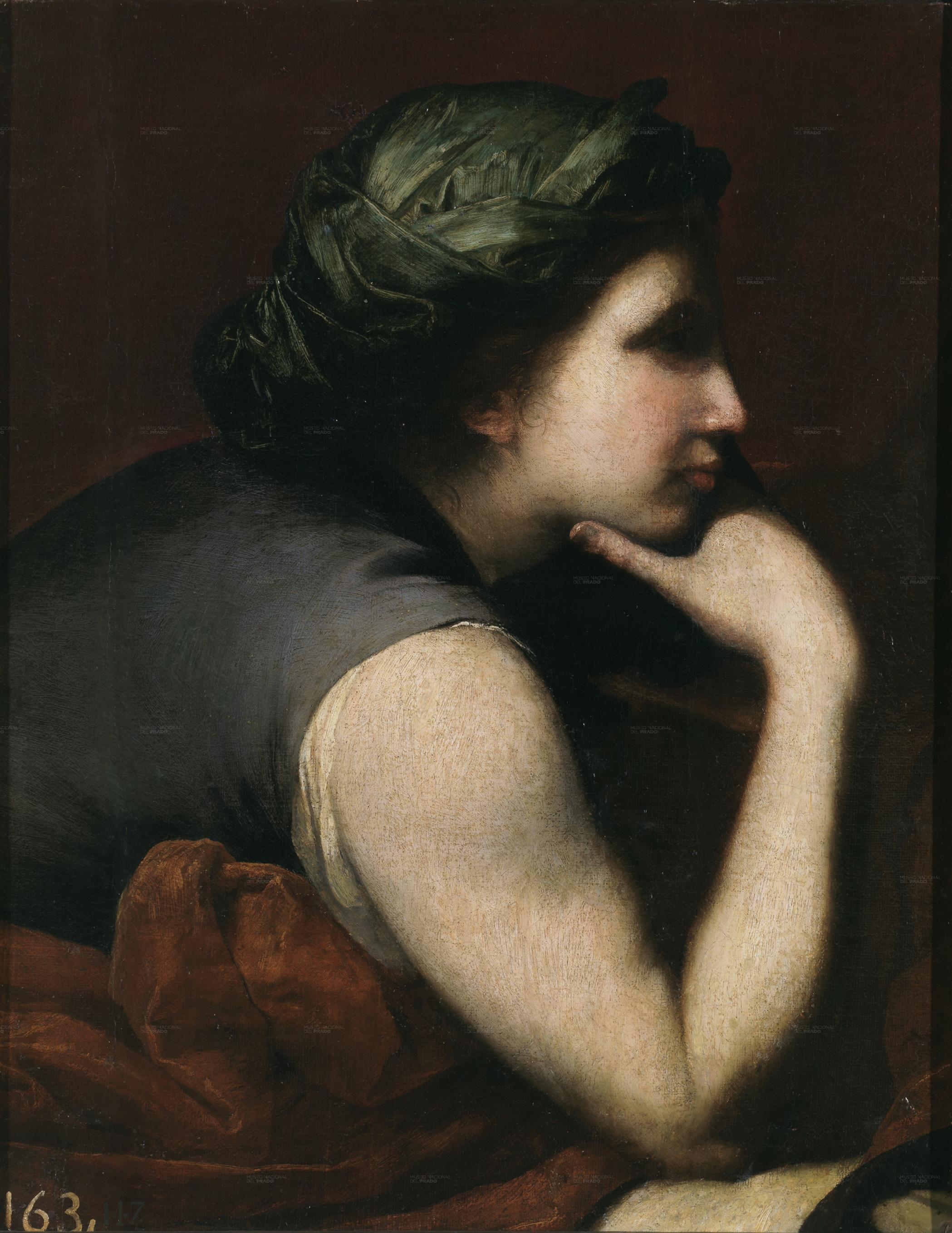
Сивіла
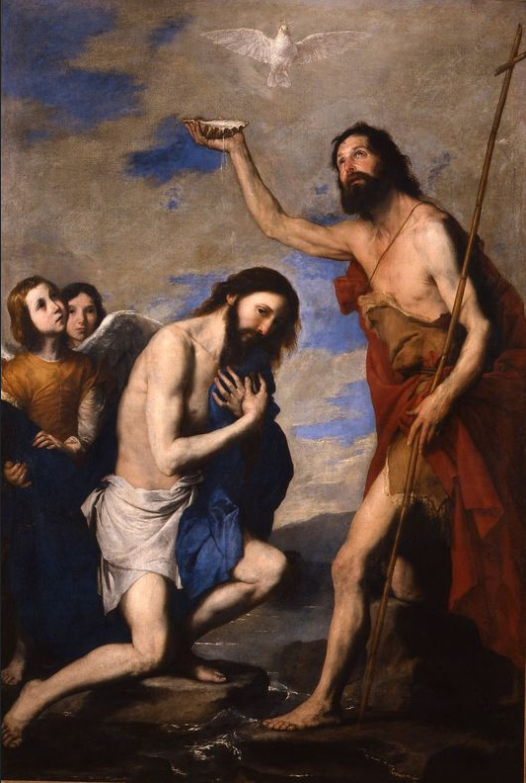
«Хрещення в Йордані»
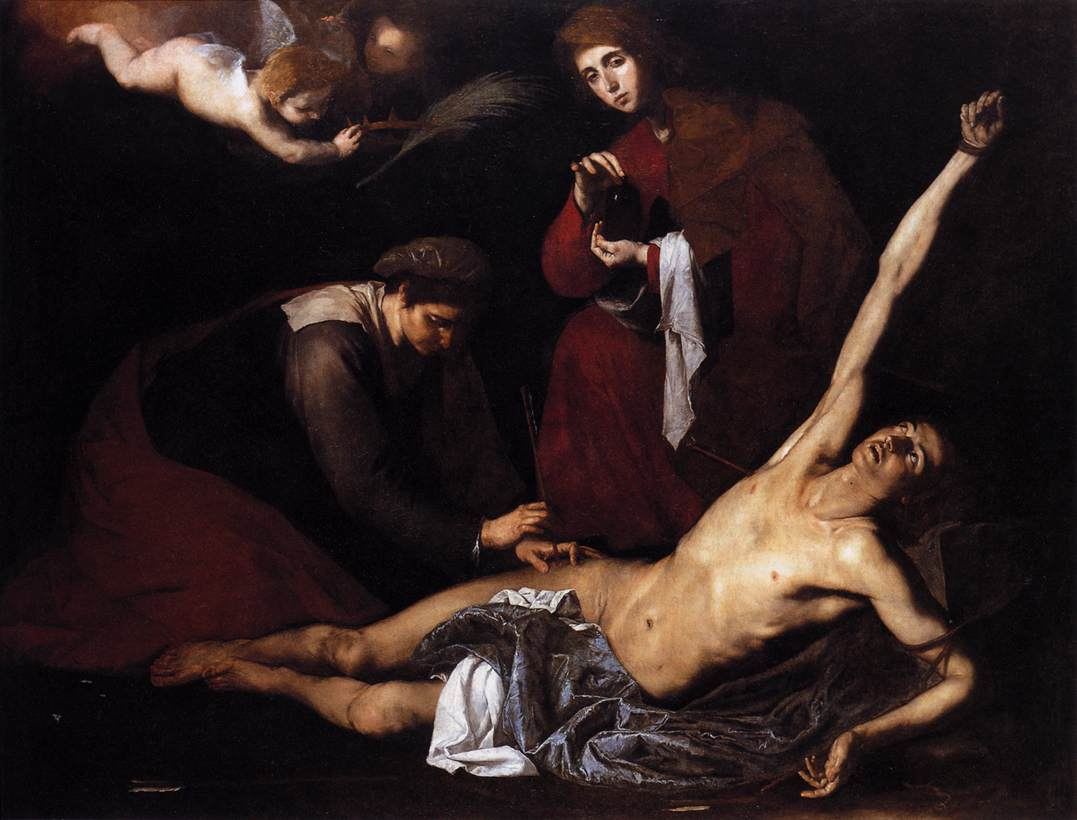
Свята Ірина рятує Святого Себастьяна, Ермітаж, Петербург
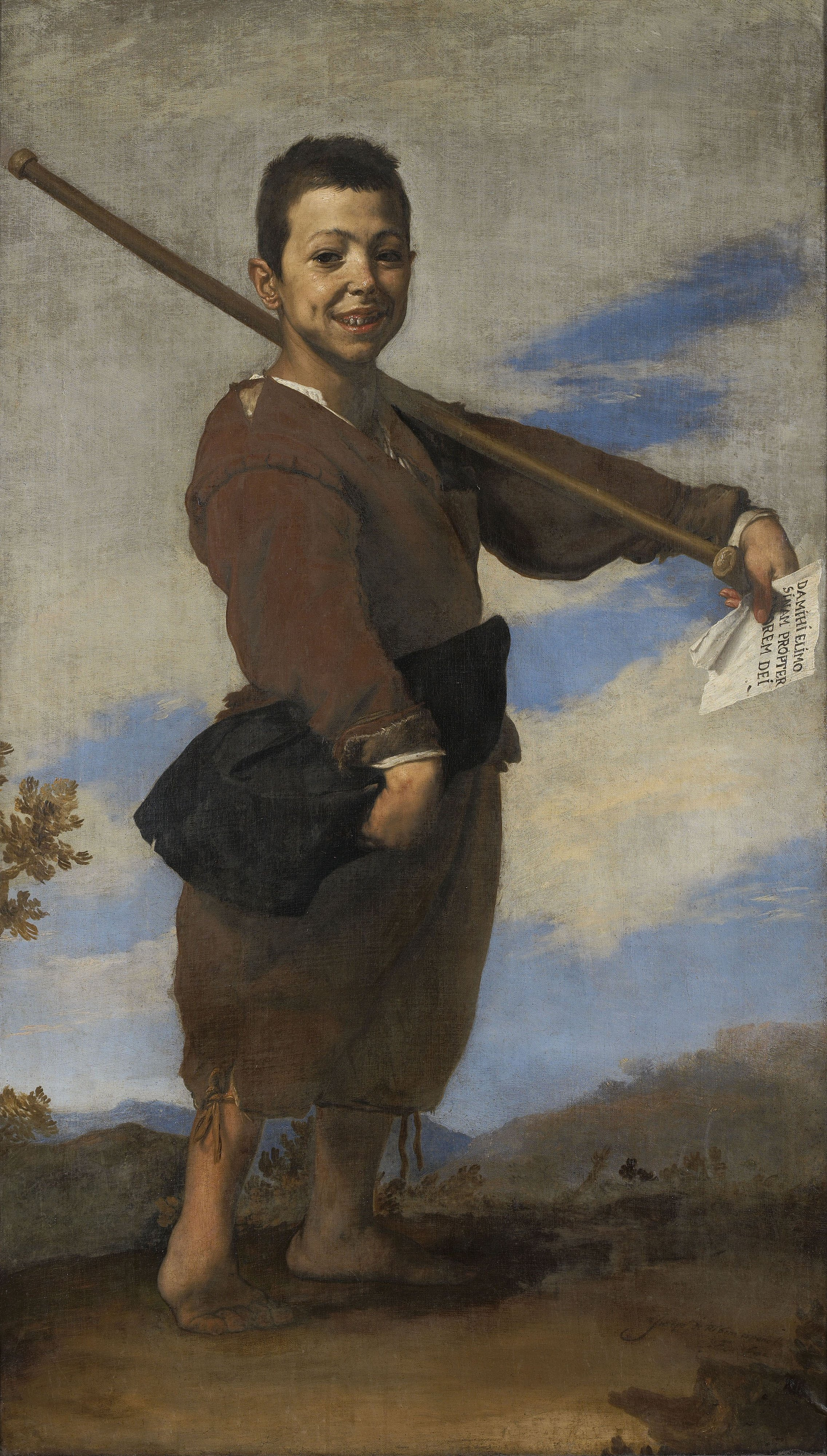
Кульгавчик, Лувр, Париж
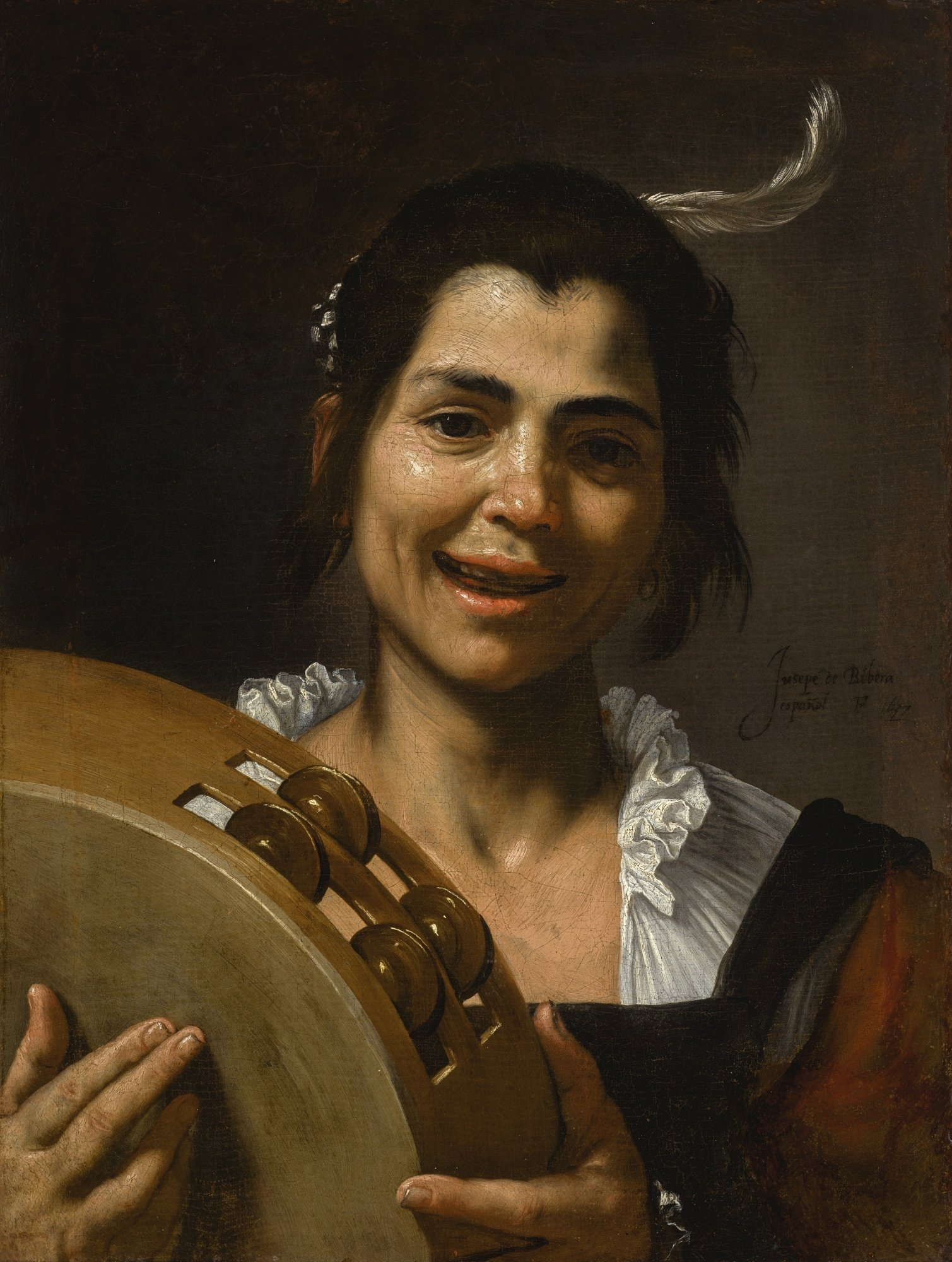
Дівча з тамбурином (алегорія слуху), Лондон
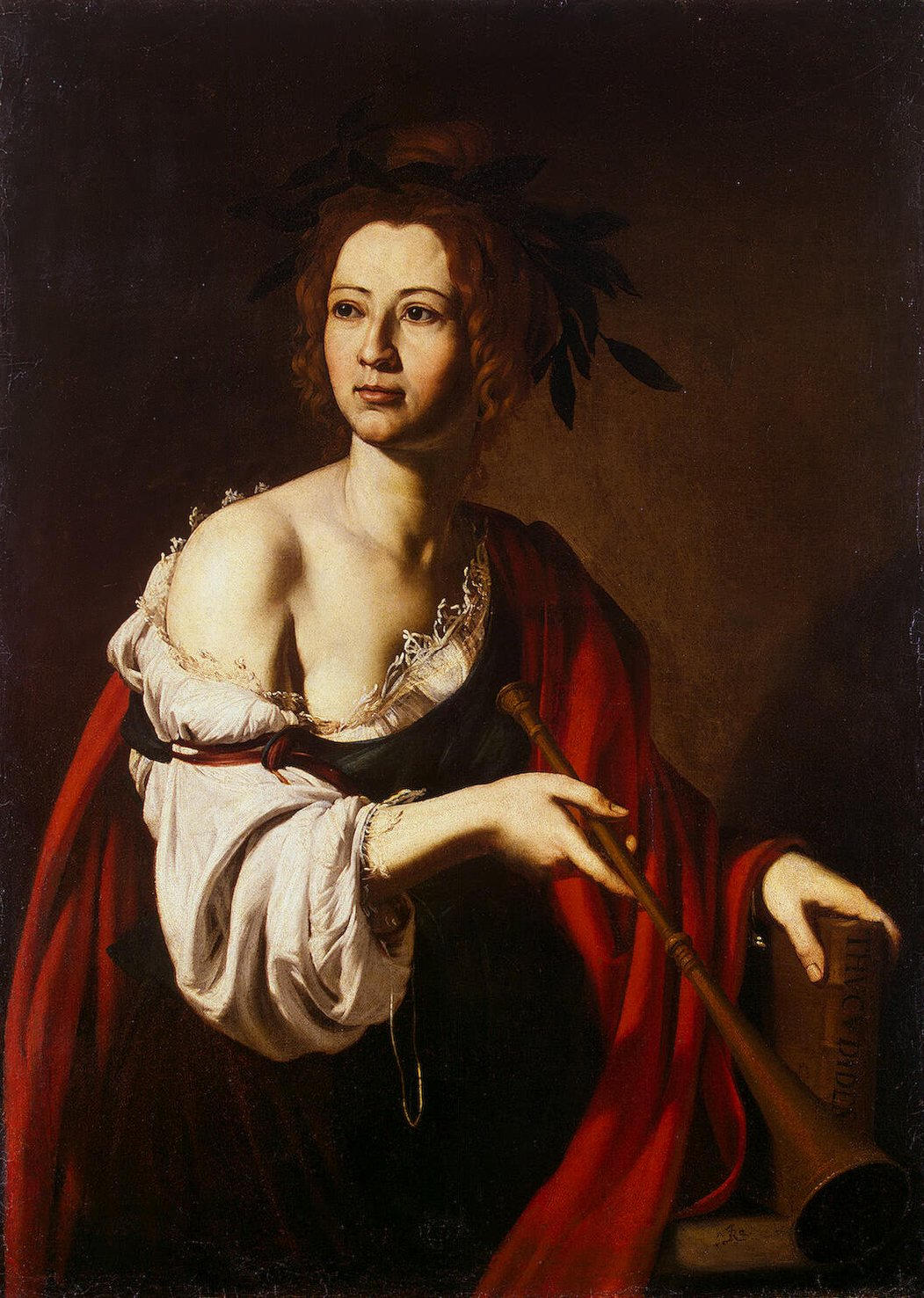
Муза історії Кліо (Рібера), Ермітаж, Петербург, підпис монограмою